# Tacuja Šidži
Tacuja Šidži (japonsko 志治 達雄), japonski nogometaš, * 20. oktober 1938, Aiči, Japonska.
Za japonsko reprezentanco je odigral eno uradno tekmo.